# رضا ارشدی
رضا ارشدی (۱۳۲۲ - شهریور ۱۳۸۸)، یکی از دانشمندان شناخته شده رشته شیمی آلی و پلیمر ایران  در سطح بین المللی بود. 

او در سال ۱۳۲۲ در روستای خزاق از توابع شهرکاشان به دنیا آمد.

## زندگی‌نامه علمی
او فوق لیسانس را از دانشگاه کمبریج دریافت کرد و از سال ۱۳۴۹ به عضویت هیئت علمی دانشکده شیمی دانشگاه تبریز درآمد و در سال ۱۳۵۲ برای ادامه تحصیل به انگلستان رفته و طی چهار سال موفق به اخذ مدرک دکترا از دانشگاه لیورپول  و سپس دارای کرسی شیمی در کالج سلطنتی لندن شد
رضا ارشدی  و تا سال ۱۳۶۳ در این کشور تدریس می‌کرد.
ارشدی سال‌های ۶۳ تا ۶۶ به ایران بازگشت و در دانشگاه کاشان و مرکز استاندارد ایران مشغول به تدریس و پژوهش شد ولی به زودی دوباره به کالج سلطنتی لندن (امپریال کالج لندن) بازگشت و برای  ۲۲ سال، تحقیقات خود را ادامه داد. او در سال ۱۳۸۸ به ایران بازگشت و تصمیم به تأسیس یک بنیاد علمی در ایران گرفت که با مرگش ناکام ماند.

## دیگر فعالیت‌ها
همچنین صاحب انتشارات "kentusbooks" در انگلستان بود.

## کتاب‌ها
ارشدی صاحب بیش از ۱۵ کتاب در مورد پلیمرها و دهها مقالات علمی است.
- Desk Reference of Functional Polymers Syntheses and Applications, (1997) Reza Arshady,

ISBN13: 9780841234697, Publisher: American Chemical Society.
- FUNCTIONAL POLYMER COLLOIDS & MICROPARTICLES; Reza Arshady.,  : 0953218740,